# 象 (传说人物)
象（？—？），中国上古五帝之一舜的同父异母弟。他是瞽叟在正妻握登死后，续娶的妻子所生的儿子。史称象性格傲慢，对他哥哥非常狠毒。相传他在父瞽叟示意下，多次谋杀舜，一直没有成功。他和父亲让舜修补粮仓然后放火烧他，舜利用斗笠跳下粮仓。瞽叟让舜挖井，他们母子将井堵上，舜另挖通道出来。后来，被流放到偏远的有庳（今湖南道县北）。一说象最后悔改。
古时，有庳有象祠，唐朝元和年间道州刺史薛伯高将其毁掉。